# (36721) 2000 RK42
2000 RK42 (asteroide 36721) é um asteroide da cintura principal. Possui uma excentricidade de 0.18893950 e uma inclinação de 8.52364º.
Este asteroide foi descoberto no dia 3 de setembro de 2000 por LINEAR em Socorro.